# 체이스 (1966년 영화)
《체이스》(영어: The Chase)는 미국에서 제작된 아서 펜 감독의 1966년 드라마 영화이다. 말런 브랜도, 제인 폰다, 로버트 레드퍼드 등이 출연하였고, 샘 스피걸 등이 제작에 참여하였다.

## 출연진
- 말런 브랜도
- 제인 폰다
- 로버트 레드퍼드
- E. G. 마셜
- 앤지 디킨슨
- 재니스 룰
- 미리엄 홉킨스
- 마사 하이어
- 리처드 브래드퍼드
- 로버트 듀발
- 제임스 폭스
- 다이애나 하일런드
- 헨리 헐
- 조슬린 브랜도
- 브루스 캐벗
- 폴 윌리엄스
- 클리프턴 제임스
- 맬컴 애터버리

## 기타 제작진
- 미술: 리처드 데이
- 의상: 돈펠드